# Sybra subclara
Sybra subclara är en skalbaggsart som beskrevs av Stefan von Breuning 1954. Sybra subclara ingår i släktet Sybra och familjen långhorningar. Inga underarter finns listade i Catalogue of Life.